# Valdres tingrett
Valdres tingrett is een tingrett (kantongerecht) in de Noorse fylke Innlandet. Het gerecht is gevestigd in Fagernes. Het gerechtsgebied omvat de gemeenten Etnedal, Nord-Aurdal, Sør-Aurdal, Vang, Øystre Slidre en Vestre Slidre. Valdres maakt deel uit van het ressort van Eidsivating lagmannsrett. In zaken waarbij beroep is ingesteld tegen een uitspraak van Valdres zal de zitting van het lagmannsrett meestal worden gehouden in Lillehammer.